# Tremella lobariacearum
Tremella lobariacearum är en svampart som beskrevs av Diederich & M.S. Christ. 1996. Tremella lobariacearum ingår i släktet Tremella och familjen Tremellaceae.   Inga underarter finns listade i Catalogue of Life.